# كاتي هايند
كاتي هايند (بالإنجليزية: Katie Hinde)‏ هي عالمة الإنسان وباحثة أمريكية، ولدت في 2000.